# The Vintage Book of Amnesia
The Vintage Book of Amnesia è un'antologia curata dallo scrittore statunitense  Jonathan Lethem e pubblicata nel 2001.

## Storia editoriale
Al centro della raccolta una classica ossessione dello scrittore di Gowanus/Boerum Hill: la perdita di memoria.
La scelta degli autori inclusi prevede, accanto a scrittori “rispettabili” (Jorge Luis Borges, Julio Cortázar, Amis figlio, Oliver Sacks, Vladimir Nabokov, Donald Barthelme), anche diversi talenti reclutati tra horror, fantascienza, giallo: Philip K. Dick, Christopher Priest, Robert Sheckley, Cornell Woolrich, Shirley Jackson, Steve Erickson, Thomas M. Disch, Anna Kavan.